# Ingemar Ingevik
John Ingemar Ingevik (* 26. Juni 1931 in Borlänge; † 8. Oktober 2012) war ein schwedischer Bandy-, Eishockey- und Fußballspieler und -trainer. Er war zudem als Fußballfunktionär bei AIK und beim Svenska Fotbollförbundet sowie als Kommunalpolitiker in Stockholm tätig.

## Werdegang
Ingevik spielte zunächst für Enebybergs IF. 1949 wechselte er zum Årsta AIK, für den er sowohl in der Bandy- als auch in der viertklassig spielenden Fußballmannschaft auflief. 1952 wurde sein Talent im Bandyspielen von Torsten Tegbäck, dem Leiter der Bandyabteilung bei AIK entdeckt, und Ingevik wechselte zum Klub nach Solna. Während er einerseits in der ersten Bandymannschaft auflief, musste er sich im Fußball zunächst mit der von Eric Persson betreuten Reservemannschaft zufriedengeben. Erst am 26. Mai 1957 kam er unter Trainer Henry Carlsson zu seinem Debüt in der Fotbollsallsvenskan, als man sich auswärts von Halmstads BK in Örjans vall 1:1-Unentschieden trennte. Da Bandy und mittlerweile auch Eishockey im Vordergrund standen, kam er bis zu seinem Karriereende 1962 nur unregelmäßig im Fußball zum Einsatz und brachte es auf 51 Erstligaspiele.
Nach seinem Karriereende ging Ingevik 1963 zum Svenska Fotbollförbundet. Hier unterstützte er als Teil des technischen Komitees den Trainer der Nationalmannschaft Lennart Nyman. Nach dem Scheitern in der Qualifikation zur Weltmeisterschaft 1966 kehrte er zu AIK zurück. 1967 übernahm er das Traineramt des Klubs, das er jedoch nach seiner zweiten Spielzeit, als sich der Klub im Abstiegskampf wiedergefunden hatte, wieder abgab. Anschließend betreute er zwei Jahre IK Sirius.
Ingevik kehrte als Funktionär erneut zu AIK zurück und war in den 1970er Jahren im Vorstand des Klubs tätig. Parallel gehörte er zwischen 1971 und 1976 dem Ausbildungskomitee des schwedischen Verbandes an. Zudem war er als Kommunalpolitiker tätig. Unter dem Stockholmer Bürgermeister John-Olof Persson wurde er 1985 Socialborgarråd. Zwischen 1991 und 1998 war er Mitglied des Stadtrates.
Ab 1999 war Ingevik wieder bei AIK tätig. Zunächst wurde er einfaches Mitglied des Aufsichtsrates, ab 2000 dessen Vorsitzender.